# Amélie Toll
Amalia (Amélie) Charlotta Christina Toll, född 30 april 1821 på Haglösa, Lilla Slågarps socken, Malmöhus län, död 21 september 1912 i Kalmar, var en svensk målare och tecknare. 
Amélie Toll var dotter till översten Nils Ludvig Christoffer Toll och Gustava Hedvig Maria Möllerswärd och syster till Ulla Toll. Hon var från 1849 gift med biskopen Paul Genberg och mor till Axel Gustaf Genberg samt mormor till Waldemar och Ragnar Swahn. Amélie Toll var verksam som porträttmålare i olja eller akvarell, bland annat målade hon av Ebba Wilhelmina Bring och professor N.A.Tengberg.